# Алжир на Зимским олимпијским играма 2010.
Алжиру је ово било треће учешће на Зимским олимпијским играма. Алжирску делегацију, на Зимским олимпијским играма 2010. у Ванкуверу представљао је један спортиста који се такмичио у скијашком трчању.
Алжирски олимпијски тим је остао у групи екипа које нису освојиле ниједну медаљу.
Заставу Алжира на свечаном отварању Олимпијских игара 2010. носио је једини алжирски такмичар нордијски скијаш Мехди Салем Калифи.

## Скијашко трчање
Мушкарци
| Такмичар           | Дисциплина     | Финале  | Финале    | Финале           |
| Такмичар           | Дисциплина     | Време   | Заостатак | Место/уч. (укуп) |
| ------------------ | -------------- | ------- | --------- | ---------------- |
| Мехди Салем Калифи | 15 км слободно | 41:38,5 | 8:02,2    | 84 / 95 (96)     |